# Kacza zupa (film 1927)
Kacza Zupa (ang. Duck Soup) – amerykański niemy film komediowy z 1927 roku. Adaptacja sztuki Arthura J. Jeffersona Home from the Honeymoon. W rolach głównych wystąpił duet aktorów, znany jako Flip i Flap.

## Obsada
- James A. Marcus – pułkownik Blood
- Madeline Hurlock – lady Tarbotham
- Oliver Hardy
- Stuart Holmes
- William Austin – lord Tarbotham
- Bob Kortman – leśniczy
- William Courtright – lokaj pułkownika Blooda
- Stan Laurel – Hives